# جاويد شيجير
جاويد شيجير (بالفرنسية: Jaoid Chiguer)‏ (مواليد 11 أغسطس 1985) هو ملاكم فرنسي، مثّل بلاده في الألعاب الأولمبية الصيفية 2008.

## روابط خارجية
- جاويد شيجير على موقع بوكس ريك (الإنجليزية) (registration required)
- جاويد شيجير على موقع اللجنة الأولمبية الدولية (الإنجليزية)
- جاويد شيجير على موقع أوليمبيديا (الإنجليزية)
- جاويد شيجير على موقع اللجنة الأولمبية الفرنسية (مؤرشف) (الفرنسية)